# Jean Risbourg
Jean Risbourg est un homme politique français, né le 2 mars 1913 au Pommereuil (Nord) et décédé le 25 mai 1967 à Housset (Aisne).
Il a été membre de l'UNR.

## Biographie
Jean Risbourg est né au Pommereuil le 2 mars 1913. Il a obtenu son baccalauréat en 1931. Après le baccalauréat, il décida de reprendre une exploitation agricole pour devenir agriculteur comme son père. Après la Seconde Guerre mondiale, il devient maire de sa commune en 1945 puis maire de Sains-Richaumont en 1949 La même année, il est élu conseiller général du canton de Sains-Richaumont. Dix après, il prend la tête du conseil général de l'Aisne en 1959. Il est élu député de la troisième circonscription de l'Aisne en 1962 en ayant battu dans une triangulaire le député sortant et un ancien député communiste. Il se représente pour le poste de député en 1967 mais il est battu au deuxième tour par le socialiste Maurice Brugnon. Entretemps, il renonça à la présidence du conseil général de l'Aisne en 1964. Après cette défaite, il meurt le mois suivant, le 25 mai 1967 à Housset.
Il est le père de trois enfants. Il a été obtenu aussi la médaille de chevalier de la légion d'honneur

## Mandats électifs
- Maire de Housset: 1945-1949
- Maire de Sains-Richaumont: 1949-1967
- Conseiller général du canton de Sains-Richaumont: 1949 - 1967
- Président du conseil général de l'Aisne: 1959 - 1964
- Député de la troisième circonscription de l'Aisne: 1962-1967